# Kesztölc
Kesztölc is een plaats (község) en gemeente in het Hongaarse comitaat Komárom-Esztergom. Kesztölc telt 2605 inwoners (2001).